# El Eco de Galicia (Santiago de Compostela)

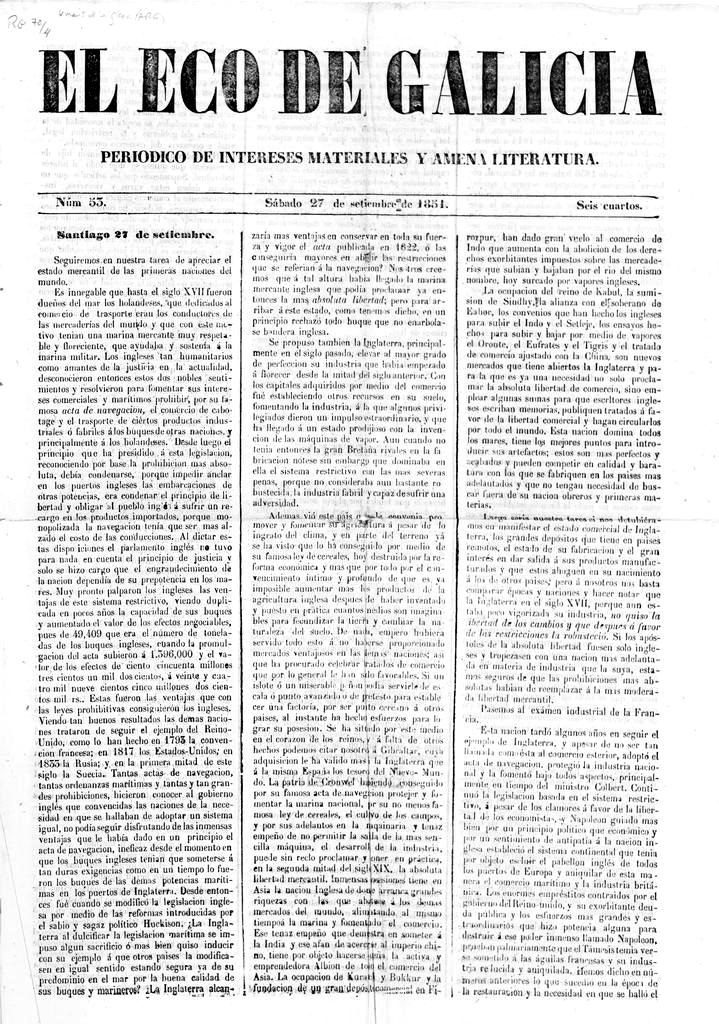
El Eco de Galicia, periódico de intereses materiales y amena literatura, núm. 53, sábado 27/9/1851.

El Eco de Galicia fue un periódico quincenal editado en Santiago de Compostela entre 1851 y 1852.

## Historia y características
Apareció el 30 de marzo de 1851, de la mano de Antonio Neira de Mosquera, quien además era el redactor principal. El periódico se mantuvo fiel a su máxima de mejorar la industria y comercio gallegos, potenciando otras iniciativas que pudiesen redundar en el progreso de Galicia. También realizó una defensa de Santiago de Compostela como capital de Galicia. Publicó "Un recordo" de Marcial Valladares Núñez y "Diego e Cristobo" de Vicente Turnes. Dejó de publicarse el 10 de marzo de 1852.